# Геологическая служба Израиля

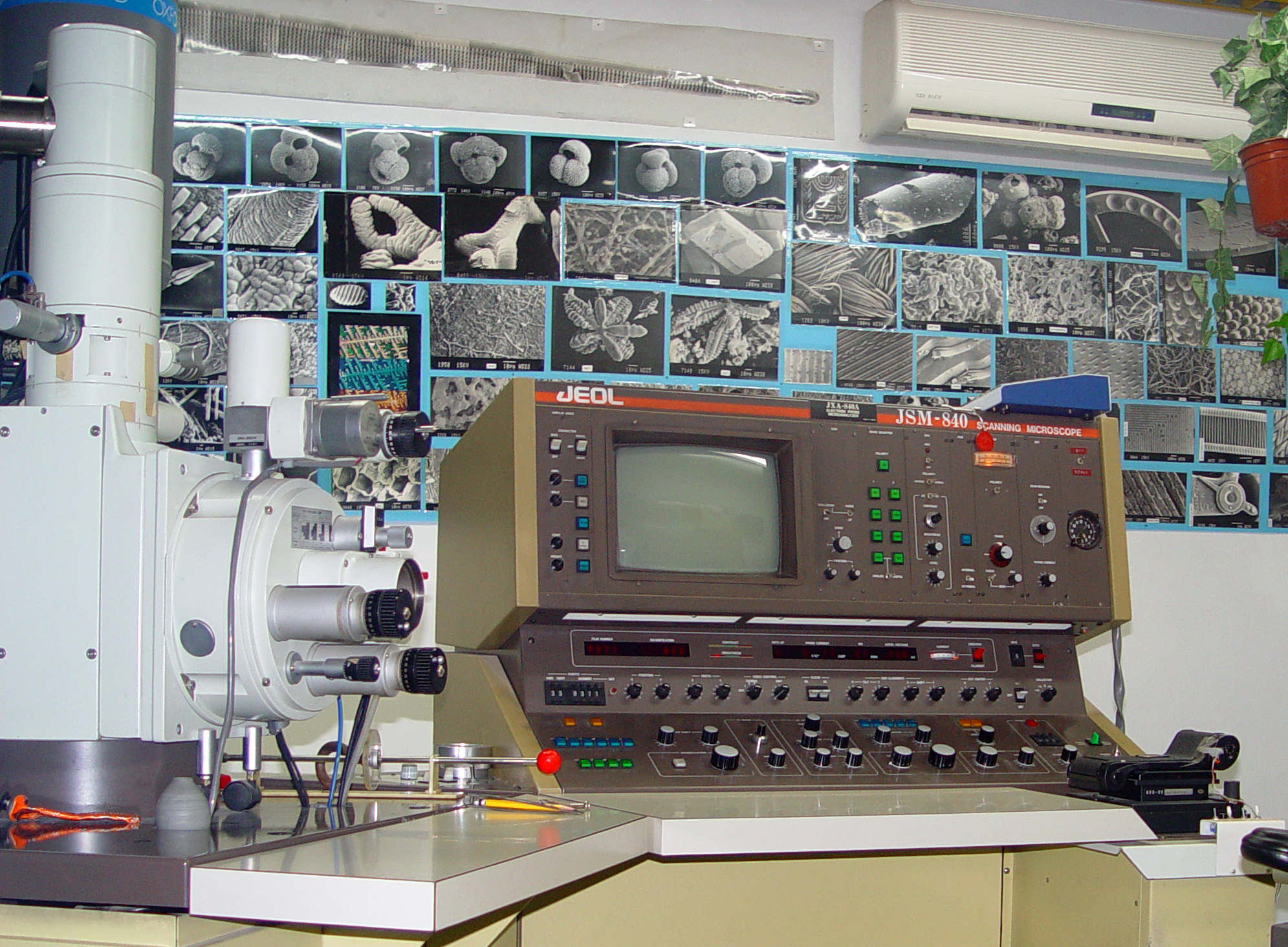
Сканирующий электронный микроскоп в лаборатории Геологической службы Израиля.

Геологическая служба Израиля (ивр. המכון הגיאולוגי לישראל‎) — государственное научно-исследовательское учреждение Израиля в области наук о Земле, действующее в рамках Управления наук о Земле Министерства энергетики. В институте хранится база данных геологических исследований, проведенных как в Государстве Израиль, так и в период британского мандата. Геологическая служба поддерживает тесные договоры профессионального сотрудничества с государственными исследовательскими учреждениями, университетами и другими организациями в Израиле и за рубежом.
Геологическая служба ведет постоянный мониторинг землетрясений, ощущаемых в Израиле, а также подготавливает карту с указанием рисков землетрясений по различным регионам страны.

## История
Геологическая служба Израиля был создан на базе Геологической службы британского подмандатного правительства. Сначала служба находилась в ведении Министерства торговли и промышленности, а затем была передана в ведение Министерства премьер-министра, а оттуда в Министерство сельского хозяйства и Министерство развития . Сейчас она находится в ведении Министерства национальной инфраструктуры, энергетики и водных ресурсов. В первые годы своего существования служба занималась подготовкой геологической карты Израиля масштаба 1:20 000. В 1952 году её офис переехал в здание больницы Св. Иоанна, а в 1962 году он переехал в приют Шнеллера. Сейсмологическая станция, принадлежащая Министерству развития (Геологическая служба) и Еврейскому университету (факультет геологии), была создана в шестидесятых годах 20-го века.
В 1966 году нефтяной факультет был передан в состав Нефтяного института. В начале 2020 года отдел сейсмологии переехал из Израильского геофизического института в Геологическую службу.
С 2014 года была построена новая резиденция Геологической службы на улице Йешаягу Лейбовича в Гиват-Раме .

### Руководители службы
В первые годы после создания службу возглавлял профессор Иегуда Лео Пикард.
После обращения Министерства развития с запросом в ЮНЕСКО из Швеции в Израиль приехал известный геолог доктор Фриц Броцен. Он оставался в Израиле в 1954—1955 годах и работал консультантом и директором службы.
После него Геологической службой долгие годы руководил Яаков Бен-Тор. В конце 1966 года Бен-Тор подал в отставку, и его заменил Элияху Зоар, который занимал эту должность более десяти лет. В начале 1980-х годов руководителем института был Ури Кафри. Начиная с 1982 года руководителем института был доктор Йосеф Бартов. После него доктор Яаков Мимран и доктор Амос Бейн и доктор Гидеон Стейниц.
В 2005 году главой института был назначен Зеев Биньямин Бегин в качестве замены доктора Амоса Бейна. По возвращении Бегина обратно в политическую жизнь, в 2009 году его сменил доктор Итай Габриэли. В 2015 году доктор Ривка Амит была назначена руководителем службы, которая во время её управления переехала в новую резиденцию в Гиват-Рам. Ее сменил доктор Йоси Йехиэли, а в настоящее время директором института является профессор Зоар Гвирцман.

## Цели службы
Геологическая служба является центральным фактором в прикладных исследованиях в области наук о Земле. Он представляет собой профессиональную основу для лиц, принимающих решения, и уставных органов в этих областях, таких как Комиссия по водным ресурсам, Земельное управление Израиля, Управление планирования, Министерство охраны окружающей среды и те, кто отвечает за шахты и нефть .
Основные направления деятельности службы:
- Концентрация знаний в области наук о Земле — создание национального информационного центра в области наук о Земле, включающего базы данных в этой области. Оценка природных активов: вода, нефть, газ и полезные ископаемые для использования в строительстве, дорожном покрытии и промышленности.
- Центральный фактор в оценке рисков землетрясений и выявлении мест, подверженных отказам инфраструктуры из-за проседаний, разжижения грунтов и оползней, а также любых других геотехнических сбоев, а также определения их процессов, тенденций и их последствий с инфраструктурной, экологической и климатической точки зрения, например, будущее бассейна Мертвого моря.
- Обеспечение реагирования на потребности развития конкретных национальных проектов, таких как планы по обеспечению сырьем для строительства и промышленности и решению важнейших инфраструктурных проблем, таких как воронки Мертвого моря. Создание центра мониторинга и отслеживания факторов, влияющих на сферу наук о Земле.

## Землетрясения
Геологическая служба постоянно отслеживает землетрясения, ощущаемые в Израиле. В связи с этим на сайте службы можно найти: Правила поведения во время землетрясений. В службе также представлен взгляд на распределение группы сильных землетрясений в Израиле и его окрестностях за последние сто лет, как показано на карте расположения землетрясений в наших регионах, которая показывает, что большинство из них произошло в следующих областях:
- Эйлатский залив — был самым активным сейсмическим участком в XX веке, наиболее заметным из которых было землетрясение в ноябре 1995 года, сила которого по шкале Рихтера составляла 7,1 балла и сопровождалась тысячами более слабых афтершоков. После этого активность на Мертвом море стала очевидной, кульминацией которой стало сильное землетрясение в июле 1927 года, которое имело магнитуду 6,2 баллов, но вызвало гораздо больше жертв и ущерба из-за близости к населенным пунктам. Гораздо меньшая активность была зафиксирована в районе Кинерета, Хуле и долинах восточной Самарии .

Вокруг горы Кармель была зафиксирована активная сейсмическая активность. Хотя о произошедшем на ней сильном землетрясении пока неизвестно, из геологических соображений нельзя исключать возможность того, что оно может произойти на ней в будущем.
- Кипрская дуга — активная зона, хотя район Мертвого моря является более значимым фактором риска в Израиле из-за его близости к концентрированным населенным пунктам.

Большая часть активности происходит вдоль южных берегов острова Кипр, и в этом контексте можно упомянуть землетрясение октября 1996 года, которое также хорошо ощущалось в Израиле.
- Суэцкий залив — казалось бы, самый тихий в этом районе. Однако необходимо обратить внимание на то, что происходит по его краям. На его южном конце в марте 1969 года в пределах Синайской субплиты произошло, вероятно, самое сильное землетрясение за последнее столетие. На его северо-западной окраине в октябре 1992 года произошло Каирское землетрясение, и хотя оно достигло лишь магнитуды 5,9 баллов по шкале Рихтера, оно оказалось здесь самым смертоносным за последнее столетие.

### Прогноз землетрясений
Несмотря на научный прогресс, тема прогноза землетрясений остается одной из самых сложных в сейсмологических исследованиях. Хотя известно, что землетрясения повторяются снова и снова по одной и той же схеме, их цикл не упорядочен во времени, и на него нельзя полагаться при прогнозировании. Однако с такой трудностью можно справиться, если обратиться к:
- Местоположение — большинство землетрясений в нашем регионе произходило в районе Мертвого моря. Его близость к местам сосредоточения населения в Израиле увеличивает риск для людей.
- Сила землетрясения — Накопленный мировой опыт показывает, что чем сильнее геологический сдвиг, тем сильнее будут вибрации в нём. В любом случае, похоже, что максимальное землетрясение, ожидаемое в районе Мертвого моря, может достичь 7,5 баллов по шкале Рихтера .
- Время — Много усилий вложено в поиск предвестников сильных вибраций. Например, замечено, что иногда сильному толчку предшествует слабый шум, но узнать об этом можно было лишь ретроспективно.

В феврале 2022 года Геологическая служба представил систему «Теруа», которая в случае землетрясения выдаст предупреждение за несколько секунд с помощью приложения Командования тыла и уникальной сирены боевой тревоги в сочетании с объявлением по громкой связи. Система, которая объявит о «землетрясении», основываясь на времени, которое требуется волнам землетрясения для распространения от очага землетрясения до населенных пунктов. Пример: При землетрясении на севере Мертвого моря предупреждение для жителей Иерусалима составит около трех секунд, для жителей Тель-Авива около 18 секунд, а для жителей Хайфы — около 30 секунд.